# Alif Dhaal

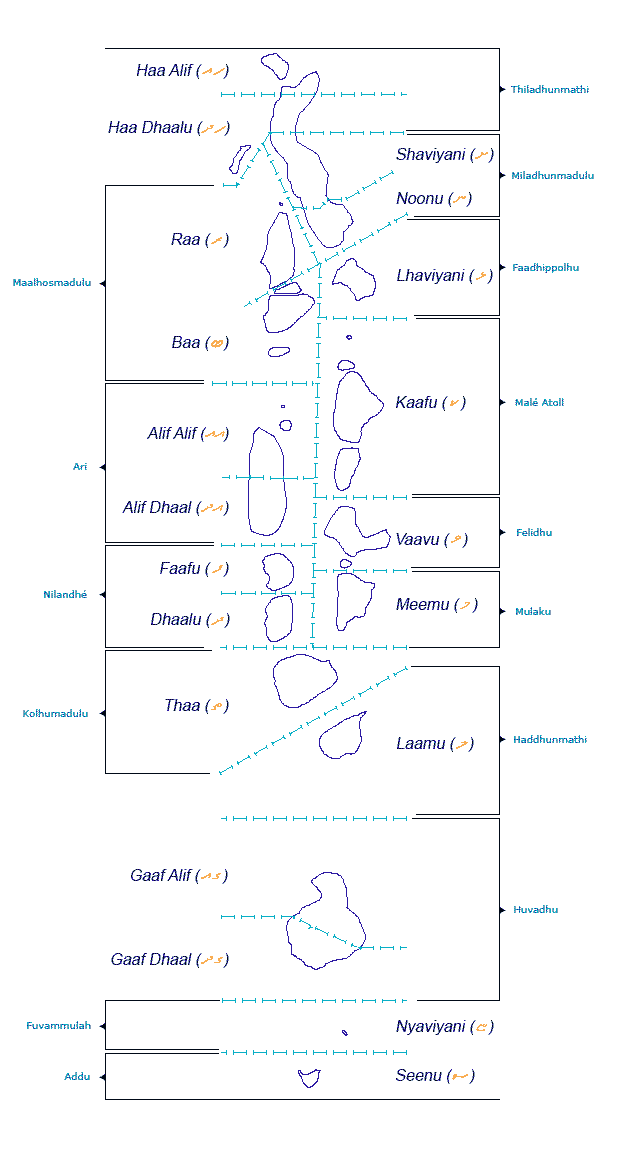
Podział administracyjny Malediwów

Alif Dhaal – atol administracyjny, jedna z 21 jednostek administracyjnych Malediwów. Oficjalna nazwa to: Ari Atholhu Dhekunuburi.

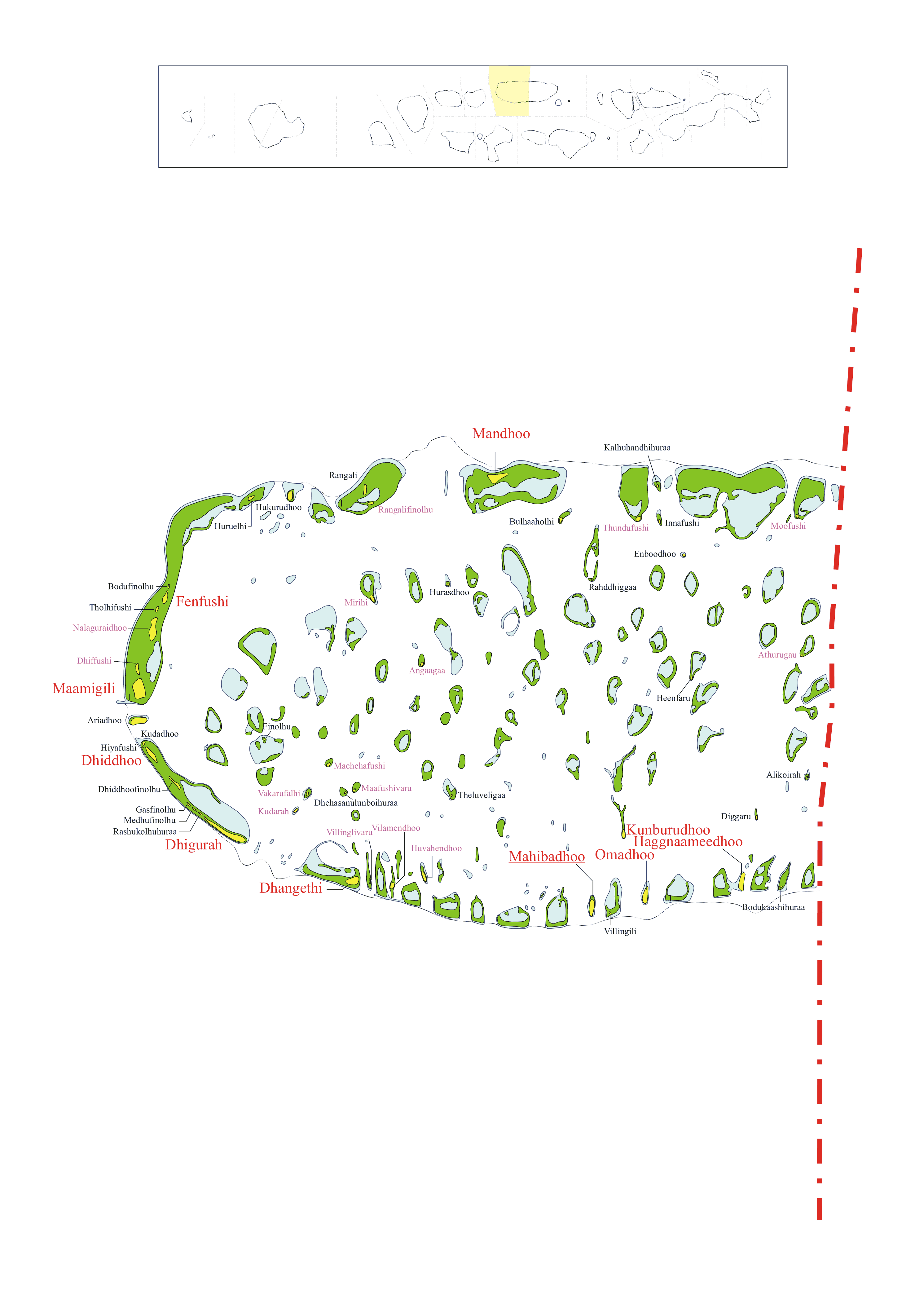
Alif Dhaal

Obejmuje swym terytorium pd. część atolu Ari, a jego stolicą jest Mahibadhoo. W 2006 zamieszkiwało tutaj 8379 osób.